# North from Here
North from Here – drugi album fińskiego zespołu metalowego Sentenced, wydany w 1993 roku najpierw przez wytwórnię Spinefarm Records, a następnie na całym świecie przez Century Media Records. Mimo że zespół nie pochodzi ze Szwecji, album ten stanowi fundament podgatunku doom i melodic death metalu, zwany niekiedy Gothenburg metalem, zmieszanego z północną muzyką folkową.
Teksty na tym albumie, co jest charakterystyczne dla zespołu, opowiadają o melancholii, jednak liczne utwory dotyczą także mitologii, historii fińskich działań zbrojnych i eposu narodowego Kalevala.

## Twórcy
- Sami Lopakka - gitara, instrumenty klawiszowe
- Miika Tenkula - gitary
- Taneli Jarva - gitara basowa, śpiew
- Vesa Ranta - perkusja

## Lista utworów
| Nr | Tytuł utworu                         | Słowa        | Muzyka               | Długość |
| -- | ------------------------------------ | ------------ | -------------------- | ------- |
| 1. | „My Sky Is Darker Than Thine”        | Taneli Jarva | Miika Tenkula, Jarva | 5:49    |
| 2. | „Wings”                              | Sami Lopakka | Tenkula              | 4:32    |
| 3. | „Fields of Blood, Harvester of Hate” | Jarva        | Tenkula, Lopakka     | 6:19    |
| 4. | „Capture of Fire”                    | Lopakka      | Lopakka              | 6:37    |
| 5. | „Awaiting the Winter Frost”          | Lopakka      | Tenkula              | 5:51    |
| 6. | „Beyond the Wall of Sleep”           | Jarva        | Jarva                | 3:34    |
| 7. | „Northern Lights”                    | Lopakka      | Tenkula              | 5:16    |
| 8. | „Epic”                               | Jarva        | Lopakka              | 5:55    |
|    |                                      |              |                      | 43:53   |